# Saison 2013-2014 de l'ECHL
Saison précédente Saison suivante
La saison 2013-2014 est la vingt-sixième saison de l'ECHL. La saison régulière se déroule du 18 octobre 2013 au 13 avril 2014 et est suivie par les séries éliminatoires de la Coupe Kelly.

## Saison régulière
Les Titans de Trenton cessent leurs activités et ne débutent pas la saison au cours de laquelle les Bulls de San Francisco mettent fin à leurs activités, le 27 janvier 2014, après des pertes financières importantes et ne pouvant trouver de nouveaux propriétaires.

### Classements
Les premiers de chaque division obtiennent les trois premières places de leur association ; les huit premières équipes de chaque association sont qualifiées pour les séries éliminatoires.
| Clt   | Équipe                          | Division   | PJ | V  | D  | DP | DF | BP  | BC  | Pts |
| ----- | ------------------------------- | ---------- | -- | -- | -- | -- | -- | --- | --- | --- |
| +001, | Royals de Reading               | Atlantique | 72 | 46 | 22 | 2  | 2  | 229 | 182 | 96  |
| +002, | Wings de Kalamazoo              | Nord       | 72 | 42 | 22 | 3  | 5  | 224 | 197 | 92  |
| +003, | Stingrays de la Caroline du Sud | Sud        | 72 | 43 | 23 | 2  | 4  | 197 | 173 | 92  |
| +004, | Solar Bears d'Orlando           | Sud        | 72 | 43 | 24 | 2  | 3  | 225 | 219 | 91  |
| +005, | Cyclones de Cincinnati          | Nord       | 72 | 41 | 23 | 4  | 4  | 247 | 204 | 90  |
| +006, | Nailers de Wheeling             | Atlantique | 72 | 39 | 27 | 1  | 5  | 216 | 196 | 84  |
| +007, | Road Warriors de Greenville     | Sud        | 72 | 39 | 27 | 2  | 4  | 220 | 208 | 84  |
| +008, | Komets de Fort Wayne            | Nord       | 72 | 36 | 24 | 7  | 5  | 215 | 215 | 84  |
| +009, | Everblades de la Floride        | Sud        | 72 | 37 | 27 | 3  | 5  | 240 | 222 | 82  |
| +010, | IceMen d'Evansville             | Nord       | 72 | 31 | 30 | 4  | 7  | 226 | 237 | 73  |
| +011, | Gladiators de Gwinnett          | Sud        | 72 | 29 | 38 | 3  | 2  | 203 | 227 | 63  |
| +012, | Jackals d'Elmira                | Atlantique | 72 | 24 | 40 | 3  | 5  | 176 | 252 | 56  |
| +013, | Walleye de Toledo               | Nord       | 72 | 21 | 44 | 4  | 3  | 193 | 268 | 49  |

| Clt   | Équipe                 | Division  | PJ | V  | D  | DP | DF | BP  | BC  | Pts |
| ----- | ---------------------- | --------- | -- | -- | -- | -- | -- | --- | --- | --- |
| +001, | Aces de l'Alaska       | Montagne  | 71 | 45 | 19 | 3  | 4  | 243 | 164 | 97  |
| +002, | Reign d'Ontario        | Pacifique | 71 | 44 | 20 | 3  | 4  | 215 | 191 | 95  |
| +003, | Grizzlies de l'Utah    | Montagne  | 71 | 38 | 24 | 3  | 6  | 187 | 173 | 85  |
| +004, | Steelheads de l'Idaho  | Montagne  | 72 | 39 | 26 | 3  | 4  | 223 | 212 | 85  |
| +005, | Eagles du Colorado     | Montagne  | 71 | 33 | 26 | 7  | 5  | 211 | 218 | 78  |
| +006, | Condors de Bakersfield | Pacifique | 72 | 36 | 30 | 2  | 4  | 197 | 202 | 78  |
| +007, | Thunder de Stockton    | Pacifique | 72 | 33 | 31 | 2  | 6  | 224 | 235 | 74  |
| +008, | Wranglers de Las Vegas | Pacifique | 72 | 20 | 44 | 4  | 4  | 174 | 248 | 48  |
| +009, | Bulls de San Francisco | Pacifique | 40 | 15 | 20 | 4  | 1  | 101 | 143 | 35  |

- En gras et en italique : champion de la saison régulière
- En gras : vainqueur de la division
- En italique : qualifié pour les séries

### Meilleurs pointeurs de la saison régulière
| Joueur           | Équipe                          | PJ | B  | A  | Pts | Pun |
| ---------------- | ------------------------------- | -- | -- | -- | --- | --- |
| Brandon Marino   | Komets de Fort Wayne            | 72 | 30 | 58 | 88  | 28  |
| Peter Sivak      | Aces de l'Alaska                | 67 | 31 | 52 | 83  | 10  |
| Mickey Lang      | Fort Wayne / Orlando            | 61 | 44 | 33 | 77  | 43  |
| Nick Mazzolini   | Aces de l'Alaska                | 69 | 25 | 47 | 72  | 38  |
| Andrew Rowe      | Road Warriors de Greenville     | 64 | 31 | 35 | 66  | 22  |
| Kyle Ostrow      | Eagles du Colorado              | 64 | 28 | 38 | 66  | 58  |
| Trent Daavettila | Eagles du Colorado              | 63 | 22 | 44 | 66  | 36  |
| Joey Martin      | Thunder de Stockton             | 65 | 21 | 45 | 66  | 22  |
| Peter Boyd       | Stingrays de la Caroline du Sud | 63 | 25 | 38 | 63  | 37  |
| Kevin Ulanski    | Eagles du Colorado              | 69 | 23 | 40 | 63  | 35  |

### Meilleurs gardiens
| Gardien            | Équipe                          | PJ | Min   | V  | D  | DP | DF | BC  | BL | %Arr | Moy  |
| ------------------ | ------------------------------- | -- | ----- | -- | -- | -- | -- | --- | -- | ---- | ---- |
| Igor Bobkov        | Grizzlies de l'Utah             | 29 | 1 768 | 17 | 8  | 2  | 2  | 59  | 2  | 92,2 | 2    |
| Laurent Brossoit   | Alaska / Bakersfield            | 38 | 2 205 | 26 | 9  | 2  | 0  | 74  | 8  | 92,6 | 2,01 |
| Michael Hutchinson | Reign d'Ontario                 | 28 | 1 671 | 22 | 4  | 0  | 2  | 558 | 3  | 92,1 | 2,08 |
| Aaron Dell         | Grizzlies de l'Utah             | 29 | 1 735 | 19 | 7  | 0  | 3  | 62  | 2  | 92   | 2,14 |
| Jeff Jakaitis      | Stingrays de la Caroline du Sud | 40 | 2 391 | 24 | 12 | 1  | 2  | 86  | 3  | 92,4 | 2,16 |

## Séries éliminatoires
Le vainqueur des séries remporte la Coupe Kelly.
|  | Huitièmes de finale             | Huitièmes de finale             | Huitièmes de finale         | Huitièmes de finale         |                             |                             | Quarts de finale | Quarts de finale | Quarts de finale | Quarts de finale |  |  | Demi-finales | Demi-finales | Demi-finales | Demi-finales |  |  | Finale de la Coupe Kelly | Finale de la Coupe Kelly | Finale de la Coupe Kelly | Finale de la Coupe Kelly |
|  |                                 |                                 |                             |                             |                             |                             |                  |                  |                  |                  |  |  |              |              |              |              |  |  |                          |                          |                          |                          |
|  |                                 |                                 |                             |                             |                             |                             |                  |                  |                  |                  |  |  |              |              |              |              |  |  |                          |                          |                          |                          |
|  | Royals de Reading               | Royals de Reading               | 1                           | 1                           |                             |                             |                  |                  |                  |                  |  |  |              |              |              |              |  |  |                          |                          |                          |                          |
|  | Royals de Reading               | Royals de Reading               | 1                           | 1                           |                             |                             |                  |                  |                  |                  |  |  |              |              |              |              |  |  |                          |                          |                          |                          |
|  | Komets de Fort Wayne            | Komets de Fort Wayne            | 4                           | 4                           |                             |                             |                  |                  |                  |                  |  |  |              |              |              |              |  |  |                          |                          |                          |                          |
|  | Komets de Fort Wayne            | Komets de Fort Wayne            | 4                           | 4                           | Komets de Fort Wayne        | Komets de Fort Wayne        | 2                | 2                |                  |                  |  |  |              |              |              |              |  |  |                          |                          |                          |                          |
|  |                                 |                                 |                             |                             | Komets de Fort Wayne        | Komets de Fort Wayne        | 2                | 2                |                  |                  |  |  |              |              |              |              |  |  |                          |                          |                          |                          |
|  |                                 |                                 | Cyclones de Cincinnati      | Cyclones de Cincinnati      | 4                           | 4                           |                  |                  |                  |                  |  |  |              |              |              |              |  |  |                          |                          |                          |                          |
|  | Solar Bears d'Orlando           | Solar Bears d'Orlando           | Cyclones de Cincinnati      | Cyclones de Cincinnati      | 4                           | 4                           | 2                | 2                |                  |                  |  |  |              |              |              |              |  |  |                          |                          |                          |                          |
|  | Solar Bears d'Orlando           | Solar Bears d'Orlando           |                             |                             |                             |                             |                  | 2                |                  |                  |  |  |              |              |              |              |  |  |                          |                          |                          |                          |
|  | Cyclones de Cincinnati          | Cyclones de Cincinnati          | 4                           | 4                           |                             |                             |                  |                  |                  |                  |  |  |              |              |              |              |  |  |                          |                          |                          |                          |
|  | Cyclones de Cincinnati          | Cyclones de Cincinnati          | 4                           | 4                           | Cyclones de Cincinnati      | Cyclones de Cincinnati      | 4                | 4                |                  |                  |  |  |              |              |              |              |  |  |                          |                          |                          |                          |
|  |                                 |                                 |                             |                             | Cyclones de Cincinnati      | Cyclones de Cincinnati      | 4                | 4                |                  |                  |  |  |              |              |              |              |  |  |                          |                          |                          |                          |
|  |                                 |                                 | Road Warriors de Greenville | Road Warriors de Greenville | 2                           | 2                           |                  |                  |                  |                  |  |  |              |              |              |              |  |  |                          |                          |                          |                          |
|  | Wings de Kalamazoo              | Wings de Kalamazoo              | Road Warriors de Greenville | Road Warriors de Greenville | 2                           | 2                           | 2                | 2                |                  |                  |  |  |              |              |              |              |  |  |                          |                          |                          |                          |
|  | Wings de Kalamazoo              | Wings de Kalamazoo              |                             |                             |                             |                             |                  | 2                |                  |                  |  |  |              |              |              |              |  |  |                          |                          |                          |                          |
|  | Road Warriors de Greenville     | Road Warriors de Greenville     | 4                           | 4                           |                             |                             |                  |                  |                  |                  |  |  |              |              |              |              |  |  |                          |                          |                          |                          |
|  | Road Warriors de Greenville     | Road Warriors de Greenville     | 4                           | 4                           | Road Warriors de Greenville | Road Warriors de Greenville | 4                | 4                |                  |                  |  |  |              |              |              |              |  |  |                          |                          |                          |                          |
|  |                                 |                                 |                             |                             | Road Warriors de Greenville | Road Warriors de Greenville | 4                | 4                |                  |                  |  |  |              |              |              |              |  |  |                          |                          |                          |                          |
|  |                                 |                                 | Nailers de Wheeling         | Nailers de Wheeling         | 1                           | 1                           |                  |                  |                  |                  |  |  |              |              |              |              |  |  |                          |                          |                          |                          |
|  | Stingrays de la Caroline du Sud | Stingrays de la Caroline du Sud | Nailers de Wheeling         | Nailers de Wheeling         | 1                           | 1                           | 0                | 0                |                  |                  |  |  |              |              |              |              |  |  |                          |                          |                          |                          |
|  | Stingrays de la Caroline du Sud | Stingrays de la Caroline du Sud |                             |                             |                             |                             |                  | 0                |                  |                  |  |  |              |              |              |              |  |  |                          |                          |                          |                          |
|  | Nailers de Wheeling             | Nailers de Wheeling             | 4                           | 4                           |                             |                             |                  |                  |                  |                  |  |  |              |              |              |              |  |  |                          |                          |                          |                          |
|  | Nailers de Wheeling             | Nailers de Wheeling             | 4                           | 4                           | Cyclones de Cincinnati      | Cyclones de Cincinnati      | 2                | 2                |                  |                  |  |  |              |              |              |              |  |  |                          |                          |                          |                          |
|  |                                 |                                 |                             |                             | Cyclones de Cincinnati      | Cyclones de Cincinnati      | 2                | 2                |                  |                  |  |  |              |              |              |              |  |  |                          |                          |                          |                          |
|  |                                 |                                 | Aces de l'Alaska            | Aces de l'Alaska            | 4                           | 4                           |                  |                  |                  |                  |  |  |              |              |              |              |  |  |                          |                          |                          |                          |
|  | Aces de l'Alaska                | Aces de l'Alaska                | Aces de l'Alaska            | Aces de l'Alaska            | 4                           | 4                           | 4                | 4                |                  |                  |  |  |              |              |              |              |  |  |                          |                          |                          |                          |
|  | Aces de l'Alaska                | Aces de l'Alaska                |                             |                             |                             |                             |                  | 4                |                  |                  |  |  |              |              |              |              |  |  |                          |                          |                          |                          |
|  | Wranglers de Las Vegas          | Wranglers de Las Vegas          | 0                           | 0                           |                             |                             |                  |                  |                  |                  |  |  |              |              |              |              |  |  |                          |                          |                          |                          |
|  | Wranglers de Las Vegas          | Wranglers de Las Vegas          | 0                           | 0                           | Aces de l'Alaska            | Aces de l'Alaska            | 4                | 4                |                  |                  |  |  |              |              |              |              |  |  |                          |                          |                          |                          |
|  |                                 |                                 |                             |                             | Aces de l'Alaska            | Aces de l'Alaska            | 4                | 4                |                  |                  |  |  |              |              |              |              |  |  |                          |                          |                          |                          |
|  |                                 |                                 | Steelheads de l'Idaho       | Steelheads de l'Idaho       | 1                           | 1                           |                  |                  |                  |                  |  |  |              |              |              |              |  |  |                          |                          |                          |                          |
|  | Steelheads de l'Idaho           | Steelheads de l'Idaho           | Steelheads de l'Idaho       | Steelheads de l'Idaho       | 1                           | 1                           | 4                | 4                |                  |                  |  |  |              |              |              |              |  |  |                          |                          |                          |                          |
|  | Steelheads de l'Idaho           | Steelheads de l'Idaho           |                             |                             |                             |                             |                  | 4                |                  |                  |  |  |              |              |              |              |  |  |                          |                          |                          |                          |
|  | Eagles du Colorado              | Eagles du Colorado              | 2                           | 2                           |                             |                             |                  |                  |                  |                  |  |  |              |              |              |              |  |  |                          |                          |                          |                          |
|  | Eagles du Colorado              | Eagles du Colorado              | 2                           | 2                           | Aces de l'Alaska            | Aces de l'Alaska            | 4                | 4                |                  |                  |  |  |              |              |              |              |  |  |                          |                          |                          |                          |
|  |                                 |                                 |                             |                             | Aces de l'Alaska            | Aces de l'Alaska            | 4                | 4                |                  |                  |  |  |              |              |              |              |  |  |                          |                          |                          |                          |
|  |                                 |                                 | Condors de Bakersfield      | Condors de Bakersfield      | 2                           | 2                           |                  |                  |                  |                  |  |  |              |              |              |              |  |  |                          |                          |                          |                          |
|  | Reign d'Ontario                 | Reign d'Ontario                 | Condors de Bakersfield      | Condors de Bakersfield      | 2                           | 2                           | 0                | 0                |                  |                  |  |  |              |              |              |              |  |  |                          |                          |                          |                          |
|  | Reign d'Ontario                 | Reign d'Ontario                 |                             |                             |                             |                             |                  | 0                |                  |                  |  |  |              |              |              |              |  |  |                          |                          |                          |                          |
|  | Thunder de Stockton             | Thunder de Stockton             | 4                           | 4                           |                             |                             |                  |                  |                  |                  |  |  |              |              |              |              |  |  |                          |                          |                          |                          |
|  | Thunder de Stockton             | Thunder de Stockton             | 4                           | 4                           | Thunder de Stockton         | Thunder de Stockton         | 1                | 1                |                  |                  |  |  |              |              |              |              |  |  |                          |                          |                          |                          |
|  |                                 |                                 |                             |                             | Thunder de Stockton         | Thunder de Stockton         | 1                | 1                |                  |                  |  |  |              |              |              |              |  |  |                          |                          |                          |                          |
|  |                                 |                                 | Condors de Bakersfield      | Condors de Bakersfield      | 4                           | 4                           |                  |                  |                  |                  |  |  |              |              |              |              |  |  |                          |                          |                          |                          |
|  | Grizzlies de l'Utah             | Grizzlies de l'Utah             | Condors de Bakersfield      | Condors de Bakersfield      | 4                           | 4                           | 1                | 1                |                  |                  |  |  |              |              |              |              |  |  |                          |                          |                          |                          |
|  | Grizzlies de l'Utah             | Grizzlies de l'Utah             |                             |                             |                             |                             |                  | 1                |                  |                  |  |  |              |              |              |              |  |  |                          |                          |                          |                          |
|  | Condors de Bakersfield          | Condors de Bakersfield          | 4                           | 4                           |                             |                             |                  |                  |                  |                  |  |  |              |              |              |              |  |  |                          |                          |                          |                          |
|  | Condors de Bakersfield          | Condors de Bakersfield          | 4                           | 4                           |                             |                             |                  |                  |                  |                  |  |  |              |              |              |              |  |  |                          |                          |                          |                          |
|  |                                 |                                 |                             |                             |                             |                             |                  |                  |                  |                  |  |  |              |              |              |              |  |  |                          |                          |                          |                          |

## Récompenses

### Trophées de l'ECHL
| Coupe Kelly :                            | Aces de l'Alaska                                 |
| Coupe Brabham :                          | Aces de l'Alaska                                 |
| Trophée Gingher :                        | Cyclones de Cincinnati                           |
| Trophée Bruce Taylor :                   | Aces de l'Alaska                                 |
| Trophée John Brophy :                    | Spencer Carbery, Stingrays de la Caroline du Sud |
| CCM U+ Meilleur joueur de la Ligue :     | Mickey Lang, Solar Bears d'Orlando               |
| Meilleur joueur de la Coupe Kelly :      | Rob Madore                                       |
| Warrior Gardien de but de l'année :      | Jeff Jakaitis, Stingrays de la Caroline du Sud   |
| CCM Recrue de l'année :                  | William Rapuzzi, Steelheads de l'Idaho           |
| Défenseur de l'année :                   | Matt Register, Reign d'Ontario                   |
| Meilleur pointeur :                      | Brandon Marino, Komets de Fort Wayne             |
| AMI Graphics Meilleur différentiel +/- : | Peter Sivak, Aces de l'Alaska                    |
| Meilleur esprit sportif :                | Peter Sivak, Aces de l'Alaska                    |
| Prix du service communautaire :          | Dan Eves, Cyclones de Cincinnati                 |
| Trophée Ryan Birmingham :                | Travis Jackson                                   |